# Byron Scott
Byron Antom Scott (Ogden, 28 marzo 1961) è un ex cestista e allenatore di pallacanestro statunitense, professionista nella NBA e in Grecia.

## Carriera

### Giocatore
Dopo aver frequentato Arizona State University, nella stagione 1983-84 passa ai Los Angeles Lakers dove giocherà fino alla stagione 1992-93 vincendo il titolo NBA negli anni 1984-85, 1986-87 e 1987-88, partecipando alla grande stagione dello showtime con Magic Johnson e Kareem Abdul-Jabbar
L'ultima stagione giocata nell'NBA è la 1996-97, che lo ha visto ritornare ai Lakers dopo le esperienze ai Pacers e ai Grizzlies.

### Allenatore
Ha allenato per quattro stagioni la squadra dei New Jersey Nets, raggiungendo la finale nella stagione 2001-02 perdendola contro i Los Angeles Lakers di Shaquille O'Neal e Kobe Bryant. Raggiungerà la finale, perdendo anche quella, nella stagione successiva contro i San Antonio Spurs di David Robinson e Tim Duncan. Dalla stagione 2004-05 è allenatore dei New Orleans Hornets e nella stagione 2007-08 raggiunge per la prima volta la post season con 56 vittorie e 26 sconfitte. Grazie a questa cavalcata riesce a vincere il premio di allenatore dell'anno. I suoi ragazzi raggiungono le semifinali di conference battendo i Dallas Mavericks, ma vengono sconfitti in 7 gare dai San Antonio Spurs.
Il 1º luglio 2010 firma un contratto di tre anni con i Cleveland Cavaliers. Durante la sua prima stagione, chiusa con un record di 19 vittorie e 63 sconfitte, i Cavs hanno stabilito il nuovo record assoluto in NBA per il maggior numero di sconfitte consecutive (26), serie conclusasi l'11 febbraio 2011 con la vittoria casalinga sui Los Angeles Clippers.
Il 18 aprile 2013 viene licenziato dalla dirigenza dei Cleveland Cavaliers.
Dopo una stagione trascorsa come analista televisivo, il 26 luglio 2014 firma un contratto di quattro anni con i Los Angeles Lakers. Il 24 aprile 2016 viene esonerato, dopo aver ottenuto 38 vittorie e 126 sconfitte in due stagioni.

## Statistiche
| † | Denota le stagioni in cui ha vinto il titolo |
| * | Primo nella lega                             |

### NCAA
| Anno      | Squadra        | PG | PT | MP   | TC%  | 3P% | TL%  | RP  | AP  | PRP | SP  | PP   |
| --------- | -------------- | -- | -- | ---- | ---- | --- | ---- | --- | --- | --- | --- | ---- |
| 1979-1980 | ASU Sun Devils | 29 | -  | 32,3 | 50,0 | -   | 73,3 | 2,7 | 2,2 | 1,8 | 0,3 | 13,6 |
| 1980-1981 | ASU Sun Devils | 28 | -  | 35,8 | 50,5 | -   | 69,3 | 3,8 | 2,8 | 1,4 | 0,5 | 16,6 |
| 1982-1983 | ASU Sun Devils | 33 | -  | 36,5 | 51,3 | -   | 78,2 | 5,4 | 4,2 | 1,8 | 0,3 | 21,6 |
| Carriera  | Carriera       | 90 | -  | 34,9 | 50,7 | -   | 74,7 | 4,0 | 3,1 | 1,7 | 0,4 | 17,5 |

### NBA

#### Regular Season
| Anno       | Squadra             | PG   | PT  | MP   | TC%  | 3P%   | TL%  | RP  | AP  | PRP | SP  | PP   |
| ---------- | ------------------- | ---- | --- | ---- | ---- | ----- | ---- | --- | --- | --- | --- | ---- |
| 1983-1984  | L.A. Lakers         | 74   | 49  | 22,1 | 48,4 | 23,5  | 80,6 | 2,2 | 2,4 | 1,1 | 0,3 | 10,6 |
| 1984-1985† | L.A. Lakers         | 81   | 65  | 28,5 | 53,9 | 43,3* | 82,0 | 2,6 | 3,0 | 1,2 | 0,2 | 16,0 |
| 1985-1986  | L.A. Lakers         | 76   | 72  | 28,8 | 51,3 | 36,1  | 78,4 | 2,5 | 2,2 | 1,1 | 0,2 | 15,4 |
| 1986-1987† | L.A. Lakers         | 82   | 82  | 33,3 | 48,9 | 43,6  | 89,2 | 3,5 | 3,4 | 1,5 | 0,2 | 17,0 |
| 1987-1988† | L.A. Lakers         | 81   | 81  | 37,6 | 52,7 | 34,6  | 85,8 | 4,1 | 4,1 | 1,9 | 0,3 | 21,7 |
| 1988-1989  | L.A. Lakers         | 74   | 73  | 35,2 | 49,1 | 39,9  | 86,3 | 4,1 | 3,1 | 1,5 | 0,4 | 19,6 |
| 1989-1990  | L.A. Lakers         | 77   | 77  | 33,7 | 47,0 | 42,3  | 76,6 | 3,1 | 3,6 | 1,0 | 0,4 | 15,5 |
| 1990-1991  | L.A. Lakers         | 82   | 82  | 32,1 | 47,7 | 32,4  | 79,7 | 3,0 | 2,2 | 1,2 | 0,3 | 14,5 |
| 1991-1992  | L.A. Lakers         | 82   | 82  | 32,7 | 45,8 | 34,4  | 83,8 | 3,8 | 2,8 | 1,3 | 0,3 | 14,9 |
| 1992-1993  | L.A. Lakers         | 58   | 53  | 28,9 | 44,9 | 32,6  | 84,8 | 2,3 | 2,7 | 0,9 | 0,2 | 13,7 |
| 1993-1994  | Indiana Pacers      | 67   | 2   | 17,9 | 46,7 | 36,5  | 80,5 | 1,6 | 2,0 | 0,9 | 0,1 | 10,4 |
| 1994-1995  | Indiana Pacers      | 80   | 1   | 19,1 | 45,5 | 38,9  | 85,0 | 1,9 | 1,4 | 0,8 | 0,2 | 10,0 |
| 1995-1996  | Vancouver Grizzlies | 80   | 0   | 23,7 | 40,1 | 33,5  | 83,5 | 2,4 | 1,5 | 0,8 | 0,3 | 10,2 |
| 1996-1997  | L.A. Lakers         | 79   | 8   | 18,2 | 43,0 | 38,8  | 84,1 | 1,5 | 1,3 | 0,6 | 0,2 | 6,7  |
| Carriera   | Carriera            | 1073 | 717 | 28,1 | 48,2 | 37,0  | 83,3 | 2,8 | 2,5 | 1,1 | 0,3 | 14,1 |

#### Play-off
| Anno     | Squadra        | PG  | PT  | MP   | TC%  | 3P%  | TL%  | RP  | AP  | PRP | SP  | PP   |
| -------- | -------------- | --- | --- | ---- | ---- | ---- | ---- | --- | --- | --- | --- | ---- |
| 1984     | L.A. Lakers    | 20  | 0   | 20,2 | 46,0 | 20,0 | 60,0 | 1,9 | 1,7 | 0,9 | 0,1 | 8,6  |
| 1985†    | L.A. Lakers    | 19  | 19  | 30,8 | 51,7 | 47,6 | 79,5 | 2,7 | 2,6 | 2,2 | 0,2 | 16,9 |
| 1986     | L.A. Lakers    | 14  | 14  | 33,6 | 49,7 | 35,3 | 90,5 | 3,9 | 3,0 | 1,4 | 0,1 | 16,0 |
| 1987†    | L.A. Lakers    | 18  | 18  | 33,8 | 49,0 | 20,6 | 79,1 | 3,4 | 3,2 | 1,1 | 0,2 | 14,8 |
| 1988†    | L.A. Lakers    | 24  | 24  | 37,4 | 49,9 | 43,6 | 86,5 | 4,2 | 2,5 | 1,4 | 0,2 | 19,6 |
| 1989     | L.A. Lakers    | 11  | 11  | 36,5 | 49,4 | 38,5 | 83,6 | 4,1 | 2,3 | 1,6 | 0,2 | 19,9 |
| 1990     | L.A. Lakers    | 9   | 9   | 36,1 | 46,2 | 38,2 | 76,9 | 4,1 | 2,6 | 2,2 | 0,3 | 13,4 |
| 1991     | L.A. Lakers    | 18  | 18  | 37,7 | 51,1 | 52,6 | 79,4 | 3,2 | 1,6 | 1,3 | 0,2 | 13,2 |
| 1992     | L.A. Lakers    | 4   | 4   | 37,0 | 50,0 | 58,3 | 88,9 | 2,5 | 3,5 | 1,5 | 0,3 | 18,8 |
| 1993     | L.A. Lakers    | 5   | 5   | 35,4 | 50,0 | 53,3 | 78,3 | 2,2 | 1,8 | 1,0 | 0,0 | 13,6 |
| 1994     | Indiana Pacers | 16  | 0   | 14,9 | 39,6 | 47,4 | 78,4 | 2,1 | 1,3 | 0,8 | 0,1 | 7,8  |
| 1995     | Indiana Pacers | 17  | 0   | 17,5 | 34,0 | 26,5 | 88,2 | 1,5 | 0,9 | 0,6 | 0,1 | 6,1  |
| 1997     | L.A. Lakers    | 8   | 0   | 16,8 | 45,5 | 36,4 | 89,5 | 1,5 | 1,4 | 0,1 | 0,0 | 6,4  |
| Carriera | Carriera       | 183 | 122 | 29,3 | 48,2 | 39,5 | 81,9 | 2,9 | 2,1 | 1,2 | 0,2 | 13,4 |

#### Massimi in carriera
- Massimo di punti: 38 vs Boston Celtics (14 febbraio 1988)[1]
- Massimo di rimbalzi: 11 (2 volte)
- Massimo di assist: 11 vs Minnesota Timberwolves (20 marzo 1992)
- Massimo di palle rubate: 7 (2 volte)
- Massimo di stoppate: 3 (3 volte)
- Massimo di minuti giocati: 51 vs Denver Nuggets (15 novembre 1988)

### Allenatore
| Stagione | Squadra             | Regular Season | Regular Season | Regular Season | Regular Season | Regular Season           | Post Season                                               |
| Stagione | Squadra             | V              | P              | % V            | G              | Posizione finale         | Post Season                                               |
| -------- | ------------------- | -------------- | -------------- | -------------- | -------------- | ------------------------ | --------------------------------------------------------- |
| 2000-01  | N.J. Nets           | 26             | 56             | 31,7           | 82             | 6º in Atlantic Division  | Manca i Playoff                                           |
| 2001-02  | N.J. Nets           | 52             | 30             | 63,4           | 82             | 1º in Atlantic Division  | Sconfitto alle NBA finals dai Lakers (0-4)                |
| 2002-03  | N.J. Nets           | 49             | 33             | 59,8           | 82             | 1º in Atlantic Division  | Sconfitto alle NBA finals dagli Spurs (2-4)               |
| 2003-04  | N.J. Nets           | 22             | 20             | 52,4           | 42             | Esonerato                | -                                                         |
| 2004-05  | N.O. Hornets        | 18             | 64             | 22,0           | 82             | 5º in Southwest Division | Manca i Playoff                                           |
| 2005-06  | N.O. Hornets        | 38             | 44             | 46,3           | 82             | 4º in Southwest Division | Manca i Playoff                                           |
| 2006-07  | N.O. Hornets        | 39             | 43             | 47,6           | 82             | 4º in Southwest Division | Manca i Playoff                                           |
| 2007-08  | N.O. Hornets        | 56             | 26             | 68,3           | 82             | 1º in Southwest Division | Sconfitto alle Semifinali di Conference dagli Spurs (3-4) |
| 2008-09  | N.O. Hornets        | 49             | 33             | 59,8           | 82             | 4º in Southwest Division | Sconfitto al Primo Round dai Nuggets (1-4)                |
| 2009-10  | N.O. Hornets        | 3              | 6              | 33,3           | 9              | Esonerato                | -                                                         |
| 2010-11  | Cleveland Cavaliers | 19             | 63             | 23,2           | 82             | 5º in Central Division   | Manca i Playoff                                           |
| 2011-12  | Cleveland Cavaliers | 21             | 45             | 31,8           | 66             | 5º in Central Division   | Manca i Playoff                                           |
| 2012-13  | Cleveland Cavaliers | 24             | 58             | 29,3           | 82             | 5º in Central Division   | Manca i Playoff                                           |
| 2014-15  | L.A. Lakers         | 21             | 61             | 25,6           | 82             | 5º in Pacific Division   | Manca i Playoff                                           |
| 2015-16  | L.A. Lakers         | 17             | 65             | 20,7           | 82             | 5º in Pacific Division   | Manca i Playoff                                           |
|          | Carriera            | 454            | 647            | 41,2           | 1101           |                          |                                                           |

## Palmarès

### Giocatore
- McDonald's All-American Game (1979)
- Campionato NBA: 3

Los Angeles Lakers: 1985, 1987, 1988
- Campionato greco: 1

Panathinaikos: 1997-98
- NBA All-Rookie First Team (1984)
- Miglior tiratore da tre punti NBA (1985)

### Allenatore
- NBA Coach of The Year (2008)
- 2 volte allenatore all'NBA All-Star Game (2002, 2008)